# 班康县
班康縣 （英語：Buncombe County）是美国北卡罗来纳州西部的一個縣，面積2,390平方公里。根据2020年美國人口普查，共有人口26萬9,452人。縣治阿什維爾（Asheville）。該縣成立於1791年12月15日，縣名紀念當地民兵上校愛德華·班康。